# كينروكو-إن

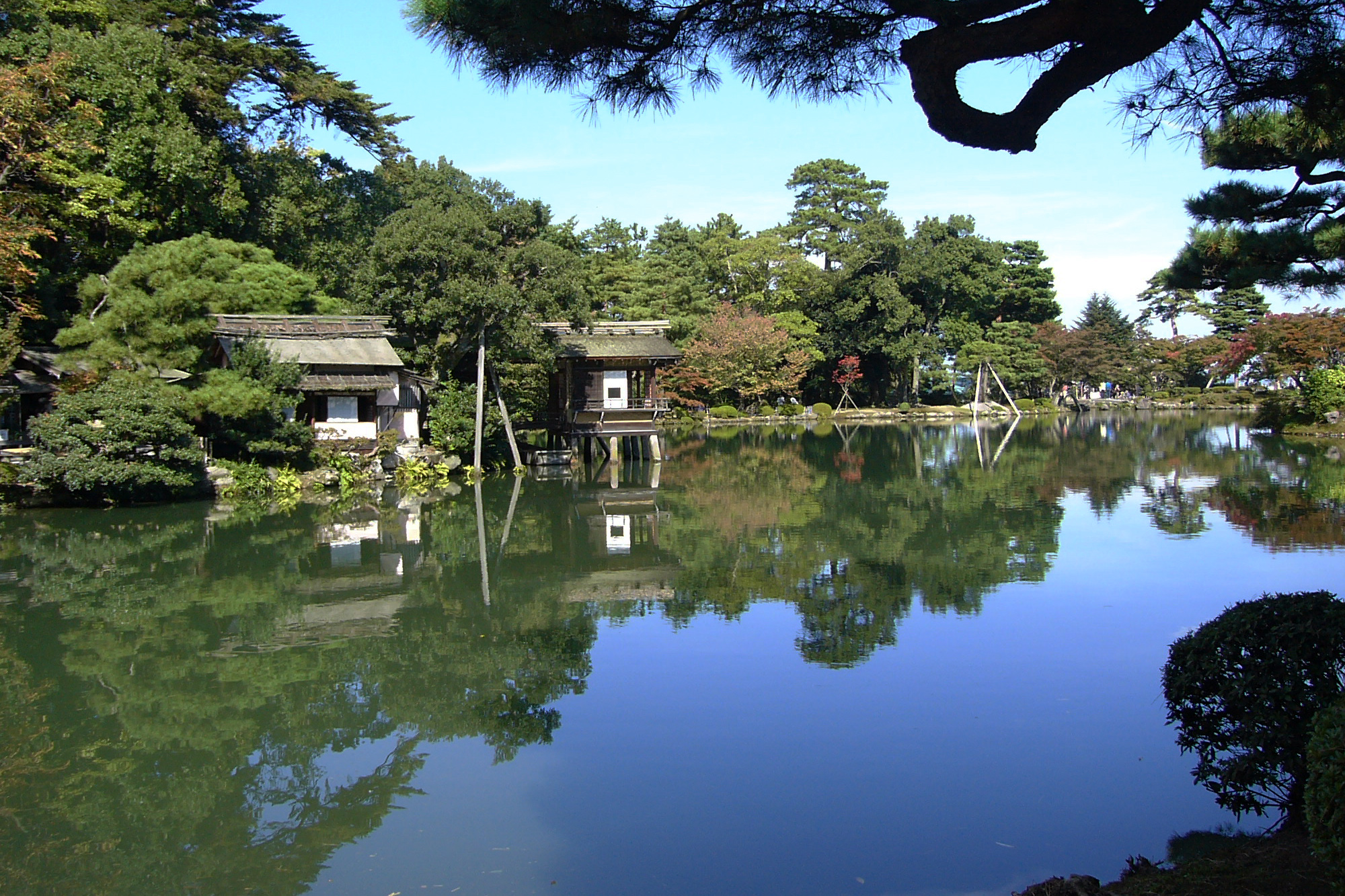
بحيرة في حديقة كينروكو-إن في فصل الخريف.

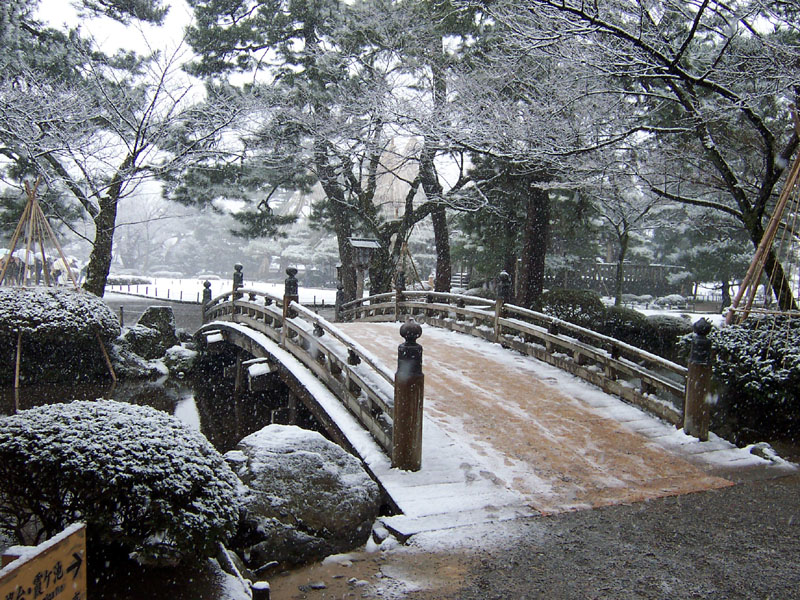
جسر في حديقة كينروكو-إن في ثلوج الشتاء.

كينروكو-إن (باليابانية: 兼六園) هي حديقة يابانية تقع في كانازاوا، محافظة إيشيكاوا، اليابان. وقد كانت حديقة خاصة تتبع عشيرة ماييدا بنيت في الفترة الواقعة بين القرنين السابع عشر والتاسع عشر. تعتبر حديقة كينروكو-إن بالإضافة إلى حديقتي كايراكو-إن وكوراكو-إن من أهم ثلاث حدائق في اليابان.
تفتح الحديقة أبوابها على مدار العام للزوار مجاناً.

## وصلات خارجية
- الموقع الرسمي لحديقة كينروكو-إن